# Silvio Savelli
Pour les articles homonymes, voir Savelli (homonymie).
Silvio Savelli (né à Ariccia dans les États pontificaux le 21 juillet 1550 et y mort le 22 janvier 1599), est un cardinal italien de la fin du XVIe siècle.
Il est de la maison de Savelli, dynastie qui est celle du pape Honorius IV (1285-1287) et des cardinaux Bertrando Savelli (1216), Giovanni Battista Savelli (1480), Giacomo Savelli (1539), Giulio Savelli (1615), Fabrizio Savelli (1647), Paolo Savelli (1664) et Domenico Savelli (1853).

## Biographie
Silvio Savelli est chanoine de la basilique Saint-Pierre. En 1582, il est nommé archevêque de Rossano. Il est nonce apostolique (en) dans le royaume de Naples de 1581 à 1585 et vice-légat apostolique à Avignon en 1592-1594. En 1594, il est promu patriarche latin de Constantinople. 
Le pape Clément VIII le crée cardinal lors du consistoire du 5 juin 1596. Le cardinal Savelli est légat apostolique de Pérouse et Ombrie à partir de 1597.

## Succession apostolique
Silvio Savelli a ordonné les évêques suivants :
- Patriarche Ercole Tassoni (1596)